# Franz Wilhelm zu Salm-Reifferscheidt

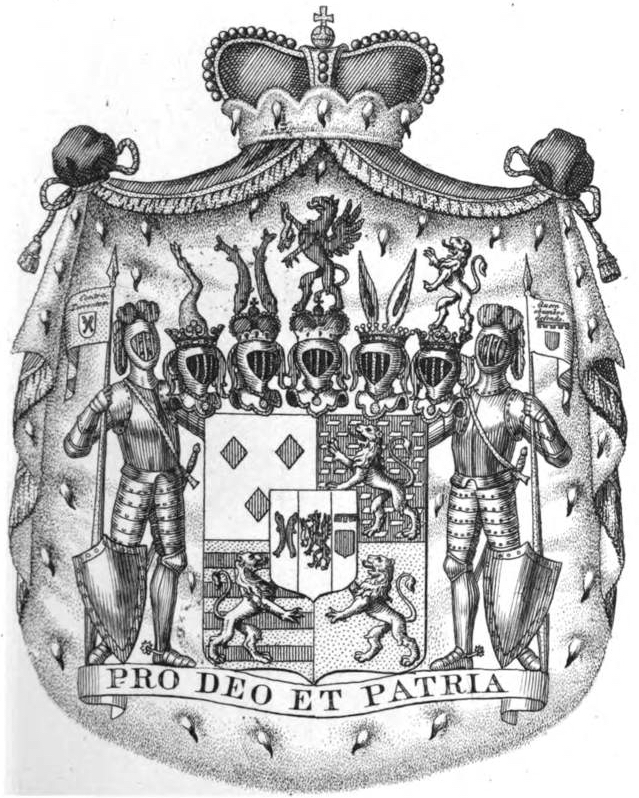
Wappen der Fürsten zu Salm-Reifferscheidt-Krautheim

Fürst und Altgraf Franz Wilhelm Joseph Anton zu Salm-Reifferscheidt(-Krautheim) (bis 1803: (-Bedburg)) (* 27. April 1772 in Bedburg; † 14. Mai 1831 in Konstanz) war ein preußischer Generalmajor. Er war 1798 bis 1804 Regierender Reichsgraf, wurde 1804 Regierender Reichsfürst und wurde 1806 mediatisiert und dann Standesherr des Königreichs Württemberg (bis 1826) und des Großherzogtums Baden.

## Leben

### Herkunft
Franz Wilhelm war Angehöriger des Hauses Salm-Reifferscheidt (-Bedburg), das agnatisch aus dem Adelsgeschlecht Reifferscheid hervorgegangen ist. Seine Eltern waren der kaiserliche Wirkliche Kämmerer und kurkölnische Oberhofmeister Siegmund Altgraf von Salm-Reifferscheid(t)-Bedbur(g) (1735–1798) und Eleonore Gräfin von Waldburg-Zeil-Wurzach (1735–1804).

### Werdegang
Salm-Reifferscheidt begann seine Laufbahn in der preußischen Armee am 16. Dezember 1796 als Oberstleutnant von der Armee, also als Titularoffizier. 1798 wurde er regierender Graf zu Bedbur(g) und Erp. Er avancierte am 30. November 1802 zum Oberst und verlor im selben Jahr in Folge des Friede von Lunéville seine Herrschaft Bedbur(g).
Nach den Bestimmungen des Reichsdeputationshauptschlusses von 1803 wurden er und seine Familie für den Verlust der linksrheinischen Gebiete durch ein aus mainzischen und würzburgischen Besitzungen gebildetes Fürstentum entschädigt. Es bestand aus dem Kloster Schöntal, dem Oberamt Krautheim, dem Priorat Gerlachsheim und dem Amt Grünsfeld. Am 7. Januar 1804 zu Wien (16. Februar 1804) wurde er, primogenitur vererblich, in den Reichsfürstenstand gehoben, was ihn zum Stifter der Linie Salm-Reifferscheidt-Krautheim machte. Für diese Fürstenwürde ohne Virilstimme fiel eine Taxe von 30.071 fl. an. Franz Wilhelm leistete der Reichskanzlei 8.471 fl. 30 kr. in bar und ließ für die verbleibende Summe, zu 4 Prozent verzinst, eine Schuld- und Pfandurkunde ausfertigen. Die Kosten für die Standeserhöhung legte er auf sein neues Fürstentum selbst, also den Untertanen zur Last, um.
1806 wurde er würzburgischer Oberjägermeister. Als am 6. Juni 1809 gegen Franz Wilhelm der formelle Konkurs eröffnet wurde, machte die Wiener Reichskanzlei die Restschuld der Taxe für die Fürstung von 1804 in Höhe von rund 21.600 fl. geltend, weshalb mittelbar sein Sohn und Nachfolger 1836 vor dem Badischen Hofgericht in Karlsruhe klagte. Denn da Franz Wilhelm 1804 die Kosten der Standeserhöhung auf sein Land umlegte, waren es seiner Ansicht nach keine ihm anhaftenden Schulden, sondern des Fürstentums Krautheim. Da durch dessen Mediatisierung 1806 die Souveränität darüber an Baden und Württemberg kam, waren diese Staaten Rechtsnachfolger des Reichsfürstentums Salm-Krautheim, die auch die Kosten der Erhöhung zu tragen hätten. Die Sache Fürst zu Salm gegen den groß-herzoglichen Fiskus wurde 1836 am badischen Hofgericht in Karlsruhe verhandelt unter dem Titel „Sind Kosten, welche durch die Erhebung einer vormaligen Grafschaft zu einem reichsunmittelbaren Fürstenthum entstehen, nach den Reichsgesetzen als Landesschulden zu betrachten?“ Dabei wurde seitens Baden argumentiert, die Krautheimer Untertanen hätten zwar der Standeserhöhung nicht widersprochen, sie seien aber auch gar nicht gefragt worden und einen Nutzen hätten sie nicht davon gehabt, dass ihr damals neuer Landesherr Fürst geworden sei. Und schließlich, wenn jemand sich die Kosten für die Standeserhöhung nicht leisten könne, so hätte er sich mit seinem alten Stand begnügen sollen.
Seine Offizierslaufbahn setzte Franz Wilhelm am 2. Oktober 1815 als Chef des rheinischen Landwehrregiments fort. Am 30. März 1818 wechselte er in gleicher Position zum 1. Düsseldorfer Landwehrregiment und wurde schließlich am 26. März 1820 Chef des 2. kombinierten Reserve-Landwehrregiments. Am 15. Juni 1822 ist er mit dem Charakter eines Generalmajors aus dem aktiven Dienst ausgeschieden.
Salm-Reifferscheidt war Ritter des bayerischen St.-Hubertus-Ordens, Träger des Großkreuzes des toskanischen St.-Joseph-Orden und des württembergischen Ordens des Goldenen Adlers. 1826 verkaufte er für 125.000 Gulden die im Oberamt Künzelsau unter württembergischer Souveränität gelegenen Güter anteilig seiner Standesherrschaft Krautheim an das Königreich Württemberg und schied dort also als Standesherr in der Ersten Kammer der Landstände aus. Da er den unter badischer Landeshoheit gelegenen Teil der Standesherrschaft Fürstentum Krautheim behielt, verblieb ihm die Eigenschaft als badischer Standesherr.

### Familie
Franz Wilhelm vermählte sich 1796 in erster Ehe mit Franziska Prinzessin von Hohenlohe-Bartenstein (1770–1812). Eine zweite Ehe ging er 1818 mit Marianne Dorothea Fürstin von Galitzin (1769–1823) ein, einer Tochter der Amalie von Gallitzin.
In der ersten Ehe wurden mehrere Kinder geboren:
- Ludwig Karl zu Salm-Reifferscheidt(-Bedbur) (1797–1797)
- Konstantin Dominik Franz Fürst und Altgraf zu Salm-Reifferscheidt-Krautheim (1798–1856), Adjutant des Großherzogs von Baden, folgte seinem Vater als Fürst 1831 nach, ⚭ 1826 Charlotte Prinzessin zu Hohenlohe-Bartenstein-Jagstberg (1808–1873), Tochter des Fürsten Karl Joseph und der Henriette geb. Prinzessin von Württemberg.[17] Fürst Konstantin verkaufte 1839[3] auch den nach dem Abverkauf 1826 des württembergischen Teils durch Franz Wilhelm unter badischer Landeshoheit stehenden, der Familie verbliebenen Teil der fürstlichen Standesherrschaft Fürstentum Salm-Krautheim für 1.103.976 Gulden[3] zur Schuldentilgung an das Großherzogtum Baden,[7] errichtete 1839 aus dem übrigen Verkaufserlös sowie dem 1838 im Königreich Württemberg[3] angekauften Rittergut (Herrschaft)[18] mit Schloss Hersberg am Bodensee per Hausgesetz ein Familienfideikommiss.[19] Im Großherzogtum Baden war er nunmehr standesherrlicher Personalist.[3]
- Eleanore Prinzessin und Altgräfin zu Salm-Reifferscheidt-Krautheim (1799–1851) ⚭ Victor Amadeus Landgraf von Hessen-Rheinfels-Rotenburg
- Karl Borromäus zu Salm-Reifferscheidt(-Bedbur) (1801–1802)
- Kottialtis Luise Polyxena zu Salm-Reifferscheidt-Krautheim (1802–1818)
- Karl Joseph Ernst Maria Guido Prinz und Altgraf zu Salm-Reifferscheidt-Krautheim (1803–1864), preußischer Major, ⚭ 1841 morganatisch Thekla Strobel (1818–1878), Tochter des badischen Hofkochs Franz Xaver Strobel aus Salem (Baden) und der Marie geb. Grünwald aus Karlsruhe. Der Ehefrau wird der Name Roesdorff-Salm und den Kindern aus der Ehe der Name Roesdorff beigelegt. Prinz Karl ersuchte beim badischen Großherzog später um die Erhebung seiner Kinder in den badischen Adel und Namensmehrung in Roesdorff-Salm. Letzterem wird stattgegeben, doch erst der Sohn Hermann Roesdorff-Salm bekommt 1872 zu Wien als preußischer Leutnant den liechtensteinischen Adels- und Freiherrenstand als von Roesdorff.[20] In Preußen wurde diese Nobilitierung vorerst im Gegensatz zu Baden[21] nicht anerkannt.[22] Und so trat der in preußischen Diensten stehende Oberstleutnant Hermann Roesdorff-Salm am 2. April 1896 die Amtmannsstelle zu Greven ohne Adelspartikel an.[23] Jedoch wurde ein Adelsrechtliches Gutachten erstellt und die Genealogie der Familie von Roesdorff bereits 1875 in den freiherrlichen Teil des Gothaischen Genealogischen Taschenbuchs aufgenommen.
- Leopoldine Josephine Christiane Polyxena Prinzessin und Altgräfin zu Salm-Reifferscheidt-Krautheim (1805–1878) ⚭ Hugo Karl Eduard Fürst und Altgraf zu Salm-Reifferscheidt-Raitz (1803–1888), Sohn des Hugo Franz Altgraf zu Salm-Reifferscheidt-Raitz.
- Maria Creszentia Polyxena Prinzessin und Altgräfin zu Salm-Reifferscheidt-Krautheim (1806–1878)

Fürst Franz Wilhelms jüngster Bruder, Altgraf Franz Joseph Anton zu Salm-Reifferscheidt-Krautheim (1778–1851), war Kanoniker zu Köln. Er hatte zwei unehelich geborene, legitimierte Söhne mit Apollonia Isabelle Muck (1786–1848): Karl (1809–1836) und Ludwig Ernst August (1819–1885). Diese erhielten 1827 vom Landesherrn des Krautheimer Fürstenhauses, Großherzog Ludwig I., in Karlsruhe den badischen Adelsstand als von Krutheim.